# Advofin Prozessfinanzierung
Die AdvoFin Prozessfinanzierung AG ist der älteste Dienstleister im Bereich der Prozessfinanzierung von Sammelverfahren in Österreich. AdvoFin wurde 2001 als österreichische Prozessfinanzierungsgesellschaft gegründet.

## Geschichte
In den ersten fünf Jahren nach der Gründung im Jahr 2001 übernahm AdvoFin die Finanzierung von Einzelklagen (Bauschaden, Arzthaftung...) Im Jahr 2006 übernahm AdvoFin die Finanzierung einer Sammelklage in der Salzburger WEB-Wohnbau-Affäre für 2300 Geschädigte. Dieser Sammelklage folgten weitere Sammelverfahren, vor allem bei Schäden im Bereich Kapitalmarkt und Anleger (Immofinanz, Auer von Welsbach, Meinl European Land).
Im Jahr 2018 startete AdvoFin die größte Sammelklage Österreichs mit mehr als 3 Millionen potentiell Betroffenen. Rund 300 Millionen Euro sollen vom ORF zurückgefordert werden, weil dieser bei knapp 3,3 Millionen GIS-Kunden unrechtmäßig Mehrwertsteuer auf das Programmentgelt erhoben habe.
Seit 2019 finanziert AdvoFin Klagen zur Rückforderung von Verlusten bei in Österreich und Deutschland illegal anbietenden Glücksspielanbietern (Online-Casinos). Das Betreiben von Spielbanken ist nach österreichischem Recht nur dem Staat erlaubt - Das österreichische Finanzamt kann das Recht durch Erteilung von Konzessionen übertragen: Die Casinos Austria AG hält über ihre Tochter win2day die einzige österreichische Lizenz für Online-Glücksspiel.
Im Jahr 2020 wurde AdvoFin im Rahmen der durch COVID-19 bedingten Schließungen von Beherbergungsbetrieben (siehe COVID-19-Pandemie in Österreich) aktiv und finanzierte die Durchsetzung der Ersatzansprüche von 150 Beherbergungsbetrieben in Österreich nach dem Epidemiegesetz.
Im Zusammenhang mit Schadenersatzansprüchen aufgrund des Europäischen Lkw-Kartells vertritt AdvoFin Kärntner Feuerwehren in einer österreichweiten Sammelklage. Dabei wurden 2022 vom OLG Stuttgart zwei Richter für befangen erklärt.
Ende 2022 wurde AdvoFin im Zusammenhang mit den Rückforderungen der Servicepauschalen von Mobilfunkanbietern aktiv. Grundlage war eine Entscheidung im vom OGH (Österreich) gefällten Urteil, wonach mehrere Zusatzgebühren einer Fitnesscenterkette für nicht rechtens erklärt wurden.
Seit 2023 wird auch die Rückforderung von Zahlungen für Lootboxen durch AdvoFin finanziert.